# Gräfsnäs
Gräfsnäs est une localité de Suède située dans la commune d'Alingsås du comté de Västra Götaland. En 2010, elle couvre une superficie de 0,81 km2 et compte 367 habitants.